# Кобзарский переулок (Киев)
Кобза́рский переу́лок (укр. Кобза́рський прову́лок) — переулок в Подольском районе города Киева, местность посёлок Шевченко. Пролегает от Кобзарской улицы до тупика у дома № 49 по Вышгородской улице (кинотеатр им. Т. Г. Шевченко).
Примыкают улицы Водников, Красицкого.

## История
Возник в середине XX века под названием 129-я Новая улица. Современное название переулок получил в 1953 году.